# Bóbrka Kańczucka (gromada)
Bóbrka Kańczucka – dawna gromada, czyli najmniejsza jednostka podziału terytorialnego Polskiej Rzeczypospolitej Ludowej w latach 1954–1972.
Gromady, z gromadzkimi radami narodowymi (GRN) jako organami władzy najniższego stopnia na wsi, funkcjonowały od reformy reorganizującej administrację wiejską przeprowadzonej jesienią 1954 do momentu ich zniesienia z dniem 1 stycznia 1973, tym samym wypierając organizację gminną w latach 1954–1972.
Gromadę Bóbrka Kańczucka z siedzibą GRN w Bóbrce Kańczuckiej utworzono – jako jedną z 8759 gromad na obszarze Polski – w powiecie przeworskim w woj. rzeszowskim na mocy uchwały nr 31/54 WRN w Rzeszowie z dnia 5 października 1954. W skład jednostki weszły obszary dotychczasowych gromad Bóbrka Kańczucka, Krzeczowice i Siennów ze zniesionej gminy Kańczuga w tymże powiecie. Dla gromady ustalono 24 członków gromadzkiej rady narodowej.
1 stycznia 1969 gromadę zniesiono, włączając jej obszar do gromad: Pantalowice (wieś Bóbrka Kańczucka), Zarzecze (wieś Siennów) i Kańczuga (wieś Krzeczowice) w tymże powiecie.